# Arbore
Arbore is een Roemeense gemeente in het district Suceava. Arbore telt 7191 inwoners.
In de gemeente bevindt zich de 16-eeuwse Kerk van de Onthoofding van Sint-Jan de Doper die op de Werelderfgoedlijst van UNESCO staat samen met andere beschilderde kerken in Moldavië.